# Telmatobius brachydactylus
Telmatobius brachydactylus je ugrožena vrsta žabe iz porodice Telmatobiidae.
Ova poluvodena žaba endemična je za pritoke jezera Junín (ne u samom jezeru) u središnjem Peruu, gdje se nalazi na visinama od 4,000–4,600 m. Ugrožena je lovom za ljudsku prehranu. Iako prilično velika vrsta s tipičnom duljinom otvora njuške od 5.8–7.3 cm i težinom od 25–55 g, značajno je manja od bliske i jednako ugrožene žabe jezera Junin T. macrostomus).  Ove dvije vrste se ponekad svrstavaju u rod Batrachophrynus.